# Интерлеукин 10
Интерлеукин 10 (ИЛ-10 или ИЛ10), исто познат као људски инхибиторни фактор синтезе (ЦСИФ), је антиинфламаторни цитокин. Код људи ИЛ-10 кодиран ИЛ10 геном.
Овај цитокин производе првенствено моноцити и у мањој мери лимфоцити. Овај цитокин има плеиотропске ефекте у имунорегулацији и инфламацији. Он умањује изражавање Тх1 цитокина, МХЦ клас II антигена, и костимулаторних молекула на макрофагама. Он увећава преживљавање Б ћелија, њихову пролиферацију, и продукцију антитела. Овај цитокин може да блокира НФ-κБ активност, и он је укључен у регулацију JAK-CTAT сигналног пута. Нокаут студије на мишевима сугерирају функцију овог цитокина као есенцијалног имунорегулатора интерстиналног тракта. Пацијенти са Кроновом болешћу повољно реагују на третман са бактеријама које производе рекомбинантни интерлеукин 10. То показује важност интерлеукина 10 у контроли прекомерног имунитета људског тела.
Једна студија на мишевима је показала да интерлеукин 10 исто тако производе маст ћелије, чиме се поништава инфламаторни ефекат који те ћелије имају на месту алергијске реакције.

## Функција
Он има способност инхибирања синтезе проинфламаторних цитокина као што је ИНФ-γ, ИЛ-2, ИЛ-3, ТНФα и ГМ-ЦСФ које стварају ћелије попут макрофага и тип 1 T помоћне ћелије.
ИЛ-10 исто тако манифестује потентну способност да супресује антиген презентациону способност антиген презентирајућих ћелија. Међутим, он је исто тако стимулише одређене T ћелије, маст ћелије, и стимулише Б ћелијску матурацију и продукцију антитела.

## Експресија
Он је углавном изражен у моноцитима и тип 2 T помоћним ћелијама (TH2), маст ћелијама, CD4+CD25+Foxp3+ регулаторним T ћелијама, као и у одређеним групама активираних T и B ћелија. Њега ослобађају цитотоксичне T-ћелије да би инхибирале акције НК ћелија у току имуног одговора на виралну инфекцију.

## Ген и протеинска структура
Код људи the ИЛ-10 ген се налази на хромозому 1 и састоји се од 5 ексона. ИЛ-10 протеин је хомодимер. Свака подјединица садржи 178 аминокиселина.
Интерлеукин 10 је класификован као класа 2 цитокин. У ову цитокинску класу спадају интерлеукин-10 (ИЛ-10), ИЛ-19,
ИЛ-20, ИЛ-22, ИЛ-24 (Мда-7), и ИЛ-26, интерферони (IFN-®, -¯, -", -•, -!, -±, -¿, и -° ) и интерферон-слични молекули (лимитин, ИЛ-28A, ИЛ-28B, и ИЛ-29)

## Интеракције
За интерлеукин 10 је показано да остварује интеракције са Интерлеукин 10 рецептором, алфа подјединицом.